# Lutrško selo
Lutrško selo – wieś w Słowenii, w gminie miejskiej Novo mesto. W 2018 roku liczyła 189 mieszkańców. 